# Fundación Palliri
Fundación Palliri ist ein gemeinnütziges Kinderhilfsprogramm im Hochland des südamerikanischen Anden-Staates Bolivien. Im Januar 2016 stellte das Kindermissionswerk "Die Sternsinger" die Unterstützung des Projektes Palliri in den Mittelpunkt der diesjährigen Dreikönigs-Sammelaktion.

## Entstehung
Mit dem Ziel, einen Ort der Begegnung, des Miteinanders und der Bildung für Kinder und Jugendliche zu schaffen, gründeten im Jahr 2007 die Schwestern vom Orden „Compañía de Maria“ eine Fußballschule in einem südlichen Vorort von El Alto, ehemaliger Vorort und inzwischen Nachbarstadt von La Paz. Kinder und Jugendliche aus schwierigen sozialen Verhältnissen sollten gezielt angesprochen werden, um ihnen die Möglichkeiten für gemeinsame sportliche Aktivitäten zu geben, und gleichzeitig Kriminalität, Drogen- und Alkoholmissbrauch und Schulabbruch vorzubeugen. Ein Großteil der Familien in El Alto lebt unter dem Existenzminimum, familiäre Strukturen zerfallen, Arbeitslosigkeit, häusliche Gewalt und Kriminalität prägen das Bild der Stadt, und besonders Kinder leiden unter diesen Bedingungen.

## Projekte
Die Fundacion Palliri gliedert sich in fünf Projektbereiche:
Im Palliri-Kindergarten werden über einhundert Kinder zwischen acht Monaten und fünf Jahren rund um die Uhr betreut und bekommen am Tag mehrere gesunde Mahlzeiten, in El Alto eher die Ausnahme
Das Palliri-Zentrum ist für Kinder und Jugendliche ab sechs Jahren offen, ein Psychologe und mehrere Sozialarbeiter betreuen die Kinder, die hier in Freizeitaktivitäten eingebunden werden und Hausaufgaben machen ebenso wie am Computer arbeiten können, und eine warme Mahlzeit bekommen.
Rund einhundert Mädchen und Jungen zwischen sechs und sechzehn Jahren trainieren an der Palliri-Fußballschule an vier Tagen in der Woche, unterstützt von zwei Trainern, die ihnen fußballerisches Können, FairPlay, Teamgeist und Durchhaltevermögen beibringen
In der Palliri-Fabrik im Herzen von El Alto arbeiten zehn festangestellte Näherinnen und Näher, meist Eltern der in den Palliri-Projekten betreuten Kinder, die vor allem Arbeits- und Schulkleidung herstellen, aber auch Hemden, Blusen und Abendkleider.
Die Kleidungsstücke aus der Nähwerkstatt werden in zwei Boutiquen in der Nachbarstadt La Paz angeboten und verkauft, und der Erlös aus der Nähwerkstatt und den Boutiquen ist inzwischen ein wichtiger Einnahmefaktor für das Projekt.

## Kooperationen
Die Stiftung blickt auf eine über zwanzigjährige Geschichte zurück und umfasst die Bereiche Bildung, Gesundheitsversorgung, Prävention, Schutz und Stärkung der Frau, technische Ausbildung, Bürgerbeteiligung, soziale Kontrolle und Umweltschutz. Sie arbeitet eng mit zahlreichen öffentlichen und privaten Einrichtungen zusammen, mit Ministerien, der Präfektur, Fachhochschulen, Universitäten, Bürgerinitiativen und Radio Otra Onda.